# Piramide di Heinrich

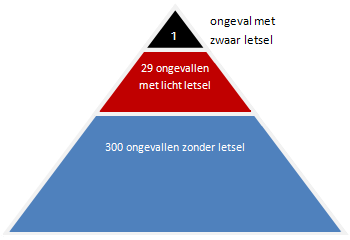
Gradi originali di Heinrich del 1931: 1 evento fatale, 29 traumi minori, 300 senza trauma

La piramide con 1 evento fatale, 10 traumi seri, 30 traumi minori, 600 senza trauma e non specificati (mancati), comportamenti insicuri alla base, come proposto da Bird nel 1966

La piramide di Heinrich anche triangolo di Heinrich o triangolo di Bird è una teoria sulla sicurezza sul lavoro formulata da Herbert William Heinrich. Mostra una relazione tra gli incidenti seri, quelli minori e i mancanti incidenti e propone l'assunto che se si riescono a diminuire gli incidenti mancati (la base della piramide si riduce) si riesce a diminuire la probabilità dell'incidente fatale al vertice. Il triangolo venne documentato per la prima volta da Heinrich nel 1931 e aggiornato da Frank E. Bird nel 1966.

## Sviluppo
Il triangolo venne pubblicato nel 1931 da Herbert William Heinrich nel libro Industrial Accident Prevention: A Scientific Approach. Heinrich catalogò più di 75.000 incidenti documentati dalla compagnia di assicurazione per cui lavorava. Propose così la sua teoria rappresentata dal triangolo con al vertice un evento fatale, 29 minori sotto e 300 mancati alla base.  Il triangolo e la piramide vengono usati da decenni nei corsi di istruzione sulla sicurezza sul lavoro. Heinrich sostiene anche che l'88% degli incidenti è da attribuire alla decisione dell'uomo di eseguire un "atto non sicuro".
La teoria fu poi sviluppata nel 1966 da Frank E. Bird analizzando 1,7 milioni di eventi in 300 aziende diverse. Lo studio riportava che sotto l'evento fatale vi erano 10 traumi minori (da primo soccorso), sotto 30 danni, sotto 600 mancati incidenti. Bird mostrò che la relazione tra numeri di casi riportati di mancati incidenti e numero di incidenti gravi dimostra che questi ultimi possono essere ridotti con la prevenzione. Il lavoro di Bird venne confermato nel 1974 da A. D. Swain, nel libro The Human Element in Systems Safety e anche da Bird e Germain nel 1985 con lo studio Practical Loss Control Leadership.

## Critiche
Il triangolo di Heinrich ebbe un impatto notevole nella cultura del lavoro del XX secolo. Uno studio del 2010 riporta valido l'assunto solo nei casi una raccolta di dati statistici molto ampia e in molteplici attività prese in esame. Uno studio del 1991 mostrò 1,2 traumi minori per ogni trauma grave o morte. Altri studi mostrarono valori diversi. I file originali di Heinrich andarono persi e non si poté provare i valori statistici.
W. Edwards Deming critica la teoria di Heinrich in quanto essa, erroneamente, attribuisce all'uomo la responsabilità principale degli incidenti sui luoghi di lavoro   mentre, in realtà, essa 
è da attribuire all'inadeguata gestione da parte del management del sistema organizzativo.